# Rigoberto Gómez
Rigoberto Goméz Laínez (Tegucigalpa, Honduras, 9 de enero de 1977) es un exfutbolista hondureño nacionalizado guatemalteco. Jugó como centrocampista.

## Biografía
Estudió administración de empresas. De niño jugó en las categorías inferiores del Banco Central de Honduras, y en el Melgar F.C., equipo que se dedicaba a formar jugadores. En 1995 y jugando como volante ofensivo jugó en Guatemala, país en el que se nacionalizó en 1998. Es hijo de Rigoberto “Shula” Gómez, exjugador de Olimpia y la Selección Nacional de los años 70 y 80.

## Selección nacional
Ha sido internacional con la Selección de fútbol de Guatemala.